# 모나 색스
모나 색스(Mona Sax)는 네오 누아르 미디어 프랜차이즈 맥스 페인에서 팜 파탈의 전형으로서 묘사되는 가상의 등장인물다. 신비로운 살인 청부업자 모나는 시리즈의 제목에서도 암시하고 있듯 경찰에서 자경단으로 거듭난 주인공 맥스 페인과 위험한 관계를 맺고 있다. 캐릭터는 비디오 게임에서는 캐시 통에 의해 묘사되었고 줄리아 머니와 웬디 훕스가 목소리 배우를 맡았다. 게임의 영화화 작품에서는 밀라 커니스가 연기했다.
모나는 시리즈의 첫 두 게임 《맥스 페인》과 《맥스 페인 2: 맥스 페인의 몰락》에서 등장했다. 그는 맥스 다음으로 《맥스 페인 2》에서 두 번째 플레이 가능한 캐릭터였다. 그리고 게임의 중심 줄거리에서 맥스와 비극적 사랑 이야기를 풀어내고 있다. 모나는 2008년 영화 《맥스 페인》에서 주역으로 등장했고 《맥스 페인 3》의 멀티플레이어 모드에서 카메로로 등장하게 되었다. 게임 버전의 캐릭터는 게임 커뮤니티와 매체에서 크게 호평받았으나, 영화에서의 묘사는 압도적으로 부정적이었다.

## 출연

### 비디오 게임에서
비밀스러운 전문 암살자 모나 색스는 코니아일랜드에 위치한 버려진 유원지를 자신의 기지로 삼고 있다. 《맥스 페인》에서, 그는 자신의 누이 동생이자 마피아 보스 안젤로 펀치넬로에게 학대를 당하는 그의 부인 리사의 "사악한 쌍둥이"로서 소개된다. 모나는 펀치넬로를 거의 죽이기 직전까지 갔으나 그의 암살자들에게 잡혀있다 가까스로 탈출한다. 곧 모나가 스스로를 이너 서클로 칭하는 비밀 결사에서 이탈한 멤버 니콜 호른에게 고용되었다는 사실이 밝혀진다. 이너 서클은 자신들이 설립하고 관리한 아사 산업이란 마약 발키르의 배후에 있는 비밀스러운 기업을 남겼다. 호른은 독립적으로 행동할 적부터 펀치넬로의 사살을 지시했고 모나는 그 일이 자신의 개인사와 관계가 있었기 때문에 승낙했다. 첫 게임의 최종장에서, 모나는 아사의 본사 사옥 엘리베이터에서 맥스를 사살하라는 명령을 거부하다가 머리에 총을 맞고 어디론가 사라진다.
《맥스 페인 2: 맥스 페인의 몰락》에서, 맥스와 모나의 관계는 보다 중점적으로 다뤄지며 모나는 주인공 중 하나가 되었다. 모나는 미국 상원의원 세바스찬 게이트의 살인 용의자로서 재등장한다. 사건은 맥스 페인의 새로운 파트너인 형사 발레이 윈터슨에게 할당되었다. 하지만 자신들의 과거에도 불구하고, 맥스는 관청에 자신이 모나를 알고 있다는 사실이나 자신의 아파트에 그가 방문했다는 사실을 신고하지 않았다. 게임이 진행되면서, 모나가 상원의원 게이트의 살인자임이 사실로 밝혀진다. 부패한 윈터슨이 모나를 처형하는 것을 막기 위해 맥스는 어쩔 수 없이 윈터슨을 쏜다. 모나와 맥스는 함께 일하여 자신들을 제거하려는 소위 클리너라는 비밀 암살자들을 저지한다. 결국에는 모나의 고용주가 미국의 상원의원이자 러시아의 마피아 보스 블라드미르 렘과 파벌 싸움 중인 이너 서클의 일원 알프레드 우든이라는 것이 밝혀진다. 게임의 끝에서 그는 렘에게 등을 총으로 맞는다. 맥스의 팔에 안긴 모나는 그와 키스한 뒤 사망한다. 하지만 게임의 가장 어려운 난이도 "Dead on Arrival"에서는 살아남는다.
모나는 《맥스 페인》의 첫 게임의 게임플레이에서는 등장하지 않고 오직 컷씬에서만 등장한다. 그는 후속작 《맥스 페인 2》의 네 번째 챕터("Routing Her Synapses", "Out of the Window", "The Genius of the Hole" , "A Losing Game")에서 플레이 가능한 캐릭터가 되었다. 자신의 섹션에서, 모나는 맥스보다 더욱 곡예적인 동작을 수행하며 드라구노프 반저격 소총을 사용해 맥스를 엄호하는 시퀸스를 수반한다. 그의 다른 무기는 .50 칼리버 데저트 이글 권총이며 이 무기는 첫 게임에서 그가 쓴 바 있었다. 모나는 《맥스 페인 3》 스페셜 에디션에 수록된, 클래식 멀티플레이어 캐릭터 팩에서 플레이 가능한 멀리플레이어 캐릭터 중 하나다.

### 다른 곳에서
모나는 《맥스 페인》의 영화 버전에서는 밀라 쿠니스가 연기했다. 그의 역할은 "타이틀 캐릭터와 손 잡고 자신의 자매의 죽음을 복수하려는 암살자"로 묘사된다. 영화에서, 그는 러시아 갱 멤버로 맥스를 자신의 자매 나타샤(오리지널 캐릭터로 게임의 리사와 비슷하며 올가 쿠릴렌코가 연기)의 죽음에서 주요 용의자로 간주한다. 결국에는 맥스와 모나는 힘을 합해 마약 발키르의 배후에 있는 어마어마한 음모의 베일을 벗긴다. 영화의 엔딩 크레디트에서는 맥스가 모나를 바 래그나록에서 만나는 장면이 있다.
그는 또한 마블의 디지털 만화책 《맥스 페인 3: 애프터 더 폴》의 회상 시퀸스에서 등장한다. 엑스박스 라이브 아바타에서 입힐 수 있는 그의 옷은 록스타 게임스에 의해 엑스박스 라이브 마켓플레이스에서 출시되었다.

## 묘사
《맥스 페인 2》에서 모나의 시각 배우는 할리우드 모델 캐시 통이다. 첫 두 게임의 작가 샘 레이크에 따르면, 그는 "모나로 전환을 하고 싶었어요 [...] 하지만 거기에는 문제가 있었죠. 결국에 맥스는 나레이션을 곁들여 그 장면들을 표현하는데, 그는 무슨 일이 있던 것인지, 혹은 모나가 무엇을 하는지 잘 모르는 눈치에요. 하지만 무슨 일이 있었던 것은 확실해요. 다른 말로 하자면, 당신이 모나를 플레이하게 되면, 당신은 사실 일어난 사건을 짐작하는 맥스의 경험을 하고 있는 거예요." 《맥스 페인 2》의 끝에서의 모나의 생존 가능성에 대해, 록스타의 댄 하우저는 《맥스 페인 3》은 "그 측면의 줄거리는 계속하지 않을 겁니다. 저희는 해결할 방법을, 아니면 무언가 영리하게 만들 궁리했어요. 그리고 나서 '아냐, 아냐, 그런 식의 줄거리에서 벗어날 필요가 있어'[라고 결정했어요.] 이건 정말 맞지가 않는 일인데, 왜냐면 누군가가 만든 그 선택지를 알 수 있는 방법이 없거든요."

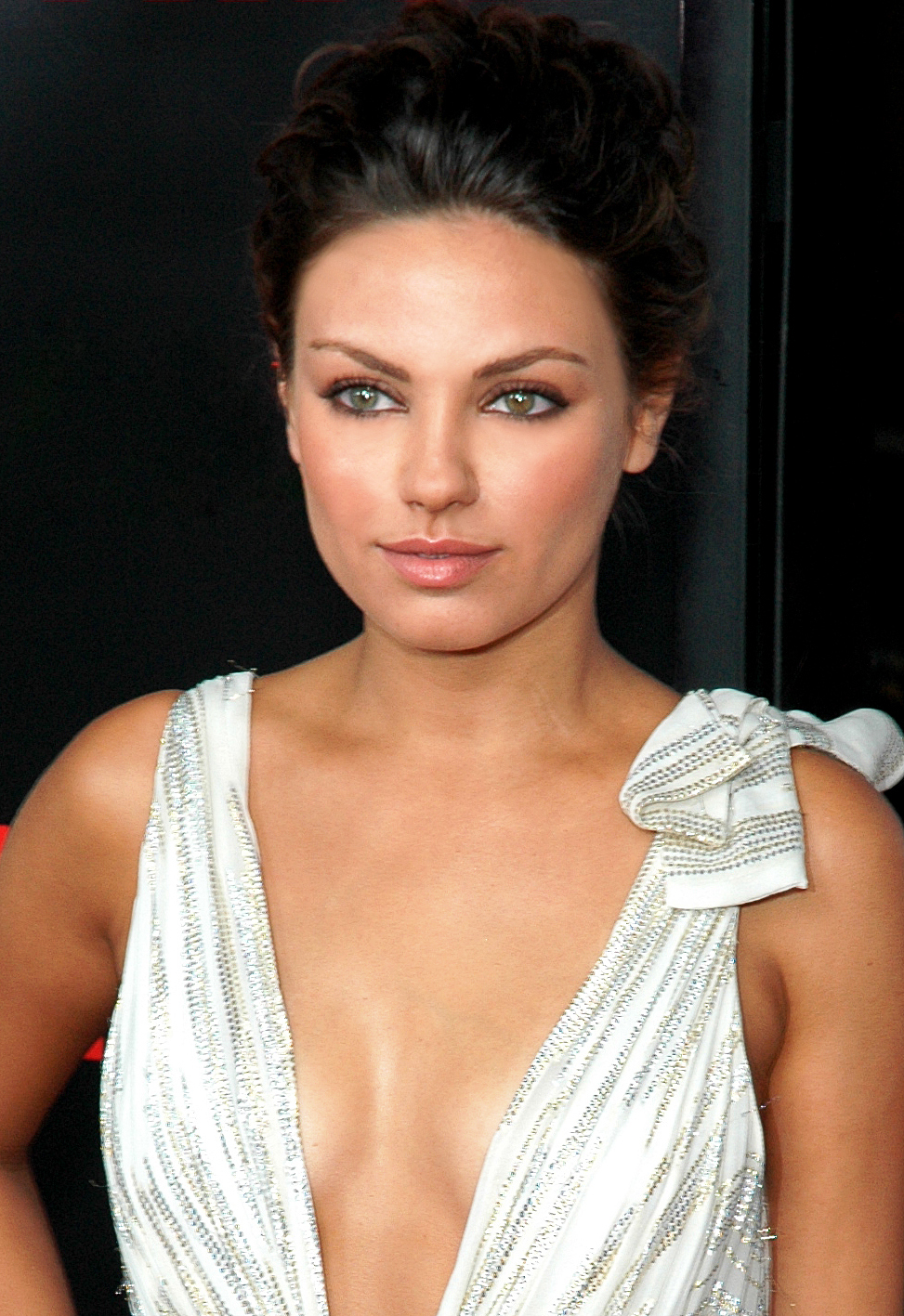
영화의 프리미어에서의 밀라 쿠니스. 2011년 《콤플렉스》는 그의 역을 여섯 번째로 "비디오 게임 영화에서 가장 핫한 여자" 순위에 올렸다. 하지만 닮음 요인은 48%에 불과했다.

매소드 연기한 쿠니스가 스스로를 묘사하기로, "자신의 일에 진지하게 임"했고 "많은 것을 고집스럽게 연습"했지만 영화의 복장은 게임에서의 복장과 달랐기 때문에 싫어했다. "옷들은 구렸어요. 세상에나, 끔찍했다구요. 마크는 재킷과 잠수복과 코트와 터틀낵으로 치장했는데 저는 가죽 비스튀에와 검은 바지와 5인치짜리 힐을 착용해야 했어요."

## 반응

### 게임
비디오 게임 버전의 모나 색스는 "비교적 복잡하고, 비전형적인 여성 게임 캐릭터" 중 하나로서 극찬받았다. 그는 톰스 게임스가 제작한 비디오 게임 역사에서 가장 위대한 여성 캐릭터 50인이라는 2007년 목록에서 추가되었으며, 여기서는 그를 "굉장히 유혹적이지만 완전히 신뢰하기 힘든 냉혈한 킬러"이며 "맥스 페인의 완벽한 여성 공범"으로 묘사했다. 2008년, 《PC 게임스 하드웨어》는 비디오 게임에서 가장 위대한 여성 캐릭터 중 한 명으로 선출했다. 2012년, 게임존의 데이비드 산체즈는 모나가 자신만의 스핀오브 게임에 출연한다면 좋을 것이며, 그를 "게임 역사상 가장 섹시한 팜 파탈 중 하나"로 일컬었고, "모나가 죽여주는 캐릭터 중 하나라는 것은 부연이 필요없는 사실이다. 자신만의 게임에서 출연하지 않는다는 것은 안타깝지만, 굉장히 좋은 일을 해냈고 따라서 잊을 수 없는 경험을 전달했다."고 덧붙였다. 같은 해, 블리스터드 섬스는 비디오 게임에서의 여성 캐릭터들을 논하던 중 자신의 가장 좋아하는 목록에서 모나의 이름을 올렸다. 2013년, 《콤플렉스》는 20세기 최고의 비디오 게임 조연 캐릭터에 그를 선정했다.
대부분의 호평은 캐릭터가 전달하는 성적 매력에서 비롯되었다. 2004년, 팀엑스박스의 직원은 모나를 자신들의 "엑스박스의 아씨들" 순위에서 10위로 올렸으며, "구해주기를 기다리는 공주가 아니"라고 부르며 "어릴 적의 첫 사랑이었던 《지아이 조》의 배로니스"의 "배드 걸" 타입을 그가 교체했다고 기록했다. 폴란드판 《게임스타》는 2006년의 여론조사 "비디오 게임 세계의 여성"에서 그가 17위의 자리에 올랐다고 발표했다. 맥스와 모나 간의 섹스 씬은 "실상 비디오 게임 역사상 전례가 없을 가장 걸맞는" 씬 중 하나로 불렸고 2007년 Games.net에 의한 게임에서의 섹시한 순간에서 5위로 올랐다. MSN은 자신들의 2009년 목록인 게임에서의 "가장 핫한 여자" 12명에 그를 추가하면서, "영리하고 섹시하고 위험"한 모나는 "게임에서 탁월하게 소개되어 청부 살인업자 특유의 한기가 주어진 채로 후회나 회환 없이 행동한다."고 썼다. 또한 《타임 오브 인디아》의 "가장 섹시한 여자들"에서 9위로 선출되었으며, 이들은 "《맥스 페인》의 어두운 세계와 완벽하게 융합되었다"고 논평했다. 맥스와 모나 사이의 정사는 조이스틱 디비전의 제임스 호킨스가 2011년 제작한 비디오 게임 로맨스에서 톱 10에 올랐고, 같은 해 게임스레이다의 데이브 메이클험이 제작한 가장 비극적인 게임 로맨스에서 6위로 올랐다. 그들은 또한 IGN의 엠마 보이스가 2012년에 발표한 최고의 비디오 게임 커플들 25선에서 이름이 올랐다.
반면 부정적인 반응도 몇몇 있었다. 2003년, 《빌리지 보이스》의 닉 캐트시는 "위더스푼의 엘르 우즈가 지닌 핑크색 구찌 가방보다 더 많은 감정적 짐을 끌고다니는 여성"으로 불렀고, "그리고 맥스의 사랑 관심? 머리에서 총을 맞고 살아난 청부 살인자에다, 플레이까지 가능하다니. 모나 색스, 대체 누가 이런 쓰레기를 쓴 거지, 에드 우드인가?"라고 혹평했다. 게임스레이다는 《맥스 페인 2》에서 그의 섹션에 모나를 알몸으로 만드는 치트를 두고 비디오 게임에서 가장 무례한 치트로 4위에 선정했다.

### 영화
영화에서의 캐릭터는 평단에서 대체적으로 혹평을 받았다. 예를 들어, 《타임》의 리처드 콜리스는 밀라 쿠니스가 "임무에 준비가 안 되어 있"으며, 게임존의 데이비드 산체즈는 "밀라 쿠니스는 캐시 통과 전혀 닮지 않았다"는 의견을 냈다. 2011년, 《콤플렉스》는 쿠니스가 열 번째로 잘못 캐스팅된 영화 영웅으로 선정한 뒤 "그의 캐릭터 모나 색스는 러시아의 암살자로, 브리짓 닐센이 《레드 소냐》 시절 보여준 아마존 여성을 상기시킨다. 다른 한편으로 쿠니스는 자그마하고 천사같은 얼굴을 하고 있다."고 이유를 들었다. 그럼에도 쿠니스는 2009년 틴 초이스 어워드의 "영화 배우 선정: 액션 어드벤쳐" 부문에서 영화에서의 모나 연기로 후보에 올랐다. 그는 또한 2010년 게임프론트의 필 혼쇼가 엄선한 "가장 핫한 게임 소녀 8위"로 선정되었고, 쿠니스의 《월드 오브 워크래프트》 사랑과 더불어 "몇몇 디지털식 청소년 호감 끌기"가 작용했기 때문이라고 썼다.